# منطقه کاراس
منطقه کاراس (به لاتین: ǁKaras Region) یک منطقهٔ مسکونی در نامیبیا است که در نامیبیا واقع شده‌است. منطقه کاراس ۱۶۱٬۵۱۴ کیلومتر مربع مساحت و ۷۶٬۰۰۰ نفر جمعیت دارد.